# Wally Bear and the NO! Gang
Wally Bear and the NO! Gang é um jogo educativo do Nintendo Entertainment System que ensina as crianças a dizer não a drogas potencialmente perigosas como fumo, álcool e maconha. É notável por ser um de muitos jogos do NES que não foram autorizados pela Nintendo, provavelmente porque o conteúdo do jogo não cumpria com as Guias de Conteúdo da Nintendo que estiveram no poder no momento do lançamento do jogo. O jogo foi projetado em cooperação com a American Medical Association e a Câmara de Compensação Central Nacional de Informação sobre Droga e Álcool. Como na maior parte dos antigos jogos de plataforma, até sendo acertado uma vez significava perder "uma possibilidade" de terminar o jogo.
O jogo ia originalmente ser chamado Wally Bear and the Just Say No Gang, mas esta frase tinha virado marca registrada de Nancy Reagan. A  Wally Bear Hotline fornecia este jogo pelo número 1-800-HI-WALLY, e ainda esteve ativa até 2006. Contudo, foi finalmente desconectada em outubro de 2007, 15 anos depois que o jogo foi lançado.